# 陕西中医药大学
陕西中医药大学位于中国陕西省咸阳市，是一所以中医药专业为主体的医学类院校；其前身是1952年创建于西安市的原“西北中医进修学校”；是陕西省惟一一所培养高级中医药人才的普通高等院校。

## 历史沿革
- 1952年，经中央人民政府卫生部批准，在西安创立西北中医进修学校；
- 1959年，学校升格为陕西中医学院；
- 1961年，迁址至古都咸阳；
- 1978年，被中共中央确定为八所"全国重点建设的中医院校"之一；
- 1981年，经国务院学位委员会批准，获得“硕士学位”授予权；
- 1990年，经教育部批准，为首批有条件接收国外留学生、港澳台地区学生的高等院校。[1]
- 2015年，经全国高等学校设置评议委员会评议通过，更名为陕西中医药大学。[2]

## 学院设置
学校现设13个教学院（系、部）；有2所直属附属医院、15所非直属附属医院，另有“陕西中医学院制药厂”和“陕西医史博物馆”。
教学院（系、部）
- 基础医学院
- 第一临床医学院（下设中医系、中西医临床医学系）
- 第二临床医学院（下设临床医学系）
- 药学院
- 继续教育学院
- 针灸推拿系
- 护理系
- 医学技术系
- 公共卫生系
- 人文科学系
- 英语系
- 体育部
- 社会科学部

直属附属医院
- 第一附属医院，是全国7所重点建设的中医医院之一，三级甲等医院；
- 第二附属医院，系原陕西省第二纺织职工医院。